# Jordan Abdull

a Compétitions nationales et continentales officielles uniquement.

b Matchs officiels uniquement.
Jordan Abdull, né le 5 février 1996 à Kingston upon Hull (Angleterre), est un joueur international anglais de rugby à XIII évoluant au poste de demi d'ouverture, demi de mêlée, troisième ligne, centre dans les années 2010 et 2020.
Il fait ses débuts professionnels en Super League avec Hull F.C. en 2014. Il y joue cinq saisons entrecoupés de prêts à Doncaster, Featherstone et Hull K.R.. Il s'engage en 2019 aux London Broncos lors du retour de ce club en Super League puis rejoint en 2020 Hull K.R. pour quatre saisons. Il y est un des joueurs les plus performants comme l'atteste lors de sa meilleure saison en 2021 sa seconde place au Man of Steel Award derrière Sam Tomkins avant de perdre petit à petit sa place à la suite de décisions de son entraîneur. En 2024, il signe en prêt dans le club français des Dragons Catalans.
Il a également la qualité d'international en équipe d'Angleterre lors d'une rencontre contre la France le 23 octobre 2021.

## Palmarès
- Collectif : 
  - Vainqueur du Championship : 2017 (Hull K.R.).

### Détails en sélection
| 1. | 23 octobre 2021 | France | 30-10 | Amical | Demi de mêlée | 6 | - | 3 | - |

### Statistiques
| Saison | Saison           | Championnat  | Championnat | Championnat | Championnat | Championnat | Championnat | Championnat | Coupe         | Coupe       | Coupe | Coupe | Coupe | Coupe | Coupe | Sélection | Sélection | Sélection | Sélection | Sélection | Sélection | Sélection |
| Saison | Saison           | Comp.        | Class.      | M           | Pts         | Ess.        | Buts        | Dp.         | Comp.         | Class.      | M     | Pts   | Ess.  | Buts  | Dp.   | Comp.     | M         | Pts       | Ess.      | Buts      | Dp.       |           |
| ------ | ---------------- | ------------ | ----------- | ----------- | ----------- | ----------- | ----------- | ----------- | ------------- | ----------- | ----- | ----- | ----- | ----- | ----- | --------- | --------- | --------- | --------- | --------- | --------- | --------- |
| 2014   | Hull F.C.        | Super League | 11e         | 7           | 8           | 2           | -           | -           | Challenge Cup | 1/16 finale | 0     | -     | -     | -     | -     |           |           |           |           |           |           |           |
| 2015   | Hull F.C.        | Super League | 7e          | 18          | 12          | 3           | -           | -           | Challenge Cup | 1/4 finale  | 2     | 4     | 1     | -     | -     |           |           |           |           |           |           |           |
| 2016   | Hull F.C.        | Super League | Demi-finale | 9           | 14          | 1           | 5           | -           | Challenge Cup | Vainqueur   | 0     | -     | -     | -     | -     |           |           |           |           |           |           |           |
| 2017   | Hull K.R.        | Championship | Champion    | 20          | 48          | 12          | -           | -           | Challenge Cup | 1/8 finale  | 3     | -     | -     | -     | -     |           |           |           |           |           |           |           |
| 2018   | Hull F.C.        | Super League | 8e          | 18          | 16          | 4           | -           | -           | Challenge Cup | 1/4 finale  | 0     | -     | -     | -     | -     |           |           |           |           |           |           |           |
| 2019   | London Broncos   | Super League | 12e         | 27          | 42          | 10          | 1           | -           | Challenge Cup | 1/4 finale  | 1     | -     | -     | -     | -     |           |           |           |           |           |           |           |
| 2020   | Hull K.R.        | Super League | 11e         | 11          | 14          | 3           | 1           | -           | Challenge Cup | 1/4 finale  | 1     | -     | -     | -     | -     |           |           |           |           |           |           |           |
| 2021   | Hull K.R.        | Super League | Demi-finale | 15          | 136         | 5           | 47          | -           | Challenge Cup | 1/8 finale  | 1     | 8     | 1     | 2     | -     |           | 1         | 6         | -         | 3         | -         |           |
| 2022   | Hull K.R.        | Super League | 8e          | 10          | 28          | 1           | 12          | -           | Challenge Cup | Demi-finale | 3     | 6     | 1     | 1     | -     |           |           |           |           |           |           |           |
| 2023   | Hull K.R.        | Super League | Demi-finale | 14          | 10          | 2           | -           | -           | Challenge Cup | Finaliste   | 0     | -     | -     | -     | -     |           |           |           |           |           |           |           |
| 2024   | Dragons Catalans | Super League |             |             |             |             |             |             | Challenge Cup |             |       |       |       |       |       |           |           |           |           |           |           |           |